# Thailändische Botschaft in Berlin

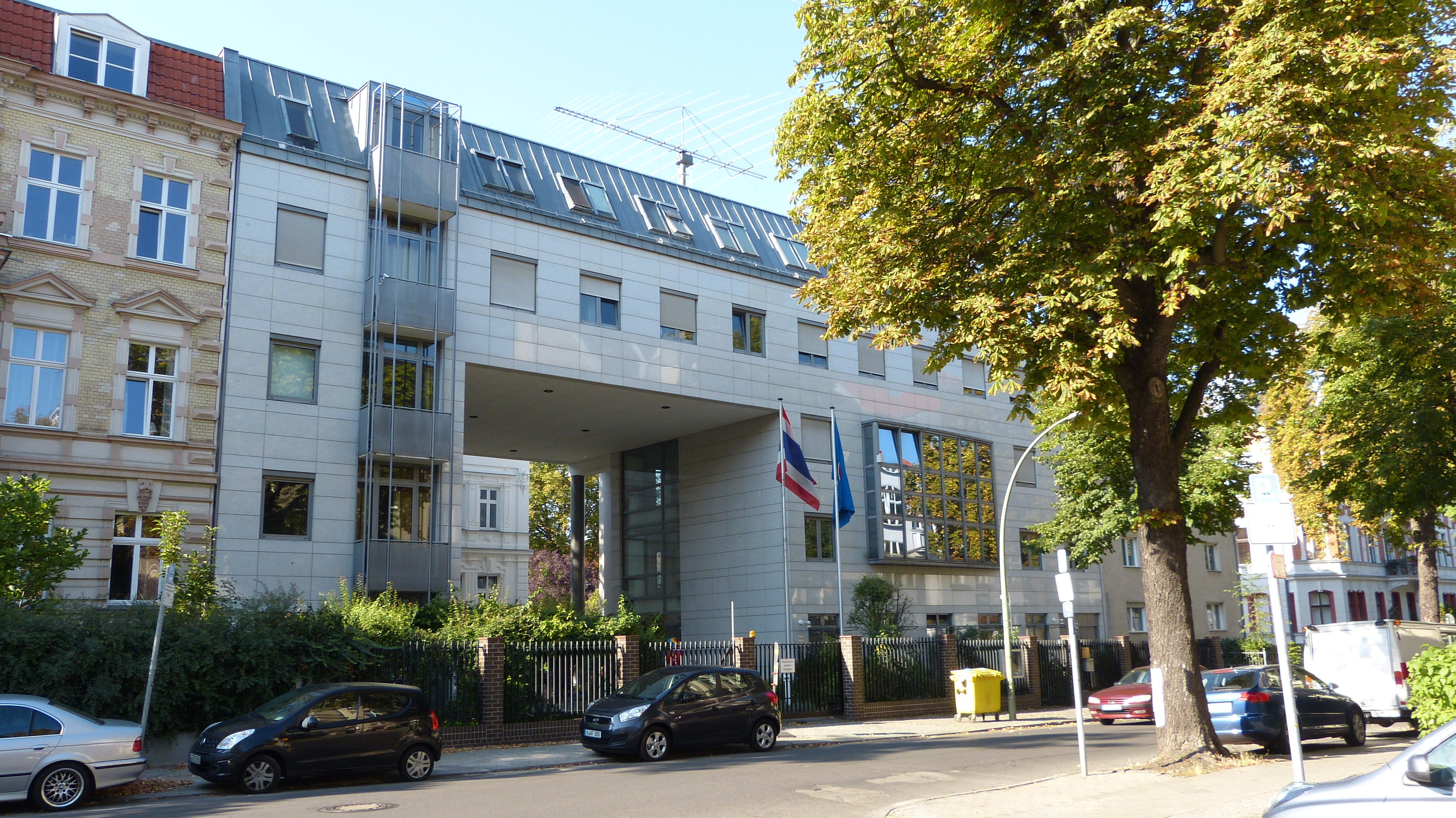
Botschaft in der Lepsiusstraße 64/66

Die thailändische Botschaft in Berlin (offiziell: Botschaft des Königreichs Thailand, thai สถานเอกอัครราชทูตไทย ณ กรุงเบอร์ลิน) ist der Hauptsitz der diplomatischen Vertretung Thailands in Deutschland. Botschafter ist seit dem 26. Februar 2025 Chittipat Tongprasroeth.

## Lage
Das Botschaftsgebäude befindet sich in der Lepsiusstraße 64/66 im Berliner Ortsteil Steglitz des Bezirks Steglitz-Zehlendorf.
Der Botschaft in Berlin unterstehen Generalkonsulate in Frankfurt am Main und München sowie Honorarkonsulate in Essen, Hamburg und Stuttgart.

## Geschichte
Thailand ist für Deutschland einer der wichtigsten politischen Partner in Südostasien. Diplomatische Beziehungen zwischen den Staaten gehen offiziell auf das Jahr 1858 zurück, als die Hansestädte Hamburg, Lübeck und Bremen den ersten Handelsvertrag mit dem damaligen Königreich Siam schlossen. Als erster Botschafter Thailands wurde Prinz Prisdang Choomsai 1881 nach Berlin entsandt. Die Botschaft befand sich im Alsenviertel.
Ab 1953 bis zum Umzug nach Berlin im Jahr 2000 befand sich die Botschaft in der Ubierstraße 65 im Ortsteil Godesberg-Villenviertel der damaligen Bundeshauptstadt Bonn und diente bis zum Verkauf 2009 als Außenstelle der Botschaft. 2022 feierte man 160 Jahre Deutsch-thailändische Beziehungen.

## Botschafter
- 2016–2021: Dhiravat Bhumichitr[3]
- 2022–2025: Nadhavathna Krishnamra[4]
- seit 2025: Chittipat Tongprasroeth[5]